# Live @ the Key Club
Live @ the Key Club è un album dal vivo dei Pennywise registrato ad Hollywood in un piccolo locale con capienza 600 persone; la scaletta delle tracce è stata scelta dai fan.
Durante il concerto, il chitarrista Fletcher Dragge ha promesso a chi voleva farsi un tatuaggio dei Pennywise che gliel'avrebbe pagato lui.

## Tracce
1. Unknown Road (Intro)
2. Wouldn't It Be Nice
3. Living For Today
4. Final Chapters
5. Can't Believe It
6. Unknown Road
7. Homesick
8. No Reason Why
9. Fight Till You Die
10. Peaceful Day
11. Society
12. Straight Ahead
13. Pennywise
14. Perfect People
15. Minor Threat
16. Same Old Story
17. Alien
18. Bro Hymn

## Formazione
- Jim Lindberg - voce
- Fletcher Dragge - chitarra
- Randy Bradbury - basso
- Byron McMackin - batteria